# Invergordon
Invergordon (gaélique écossais: Inbhir Ghòrdain) est une ville et un port écossais de l'ancien comté de Ross et Cromarty dans la région de Highland. Elle est située sur l'estuaire de Cromarty.
Sa population est de 4 173 habitants. 
Au XXe siècle son port en eau profonde accueillait une base navale rendue célèbre par la mutinerie qui s'est produite en 1931. La ville se consacre désormais à la réparation des plateformes pétrolières et à la construction des grandes éoliennes offshores.